# Taor (Serbien)
Taor (serbisches-kyrillisch: Таор) ist ein Dorf in Westserbien. Das Dorf liegt südwestlich von Valjevo.

## Geographie
Das Dorf liegt in der Opština Valjevo, im Okrug Kolubara im nordwestlichen Zentralserbien. Taor und seine Nachbardörfer (auch bekannt als Povlenska Sela), liegen in der Region die als Užička Crna Gora (Montenegro von Užice) bekannt ist.
Diese Dörfer werden vom Gebirge Povlen umgeben. Die Ortschaften liegen nah an der Quelle des Flusses Skrapež und gehören allesamt zum Oberlauf des Flusses. Auf dem Dorfgebiet bildet der Bach Godeljača den Fluss Skrapež, der das Dorf durchfließt.
Taor erstreckt sich entlang des Hügelzugs Makovište in nordwestlicher Richtung. Das Dorf klettert auf den Berg Mali Povlen und überquert am Hang Pavlova kosa die Gebirgsseite in Richtung Valjevo, ohne den Berg Srednji Povlen zu berühren. Dominiert wird das Dorf von der Taorska Stena.

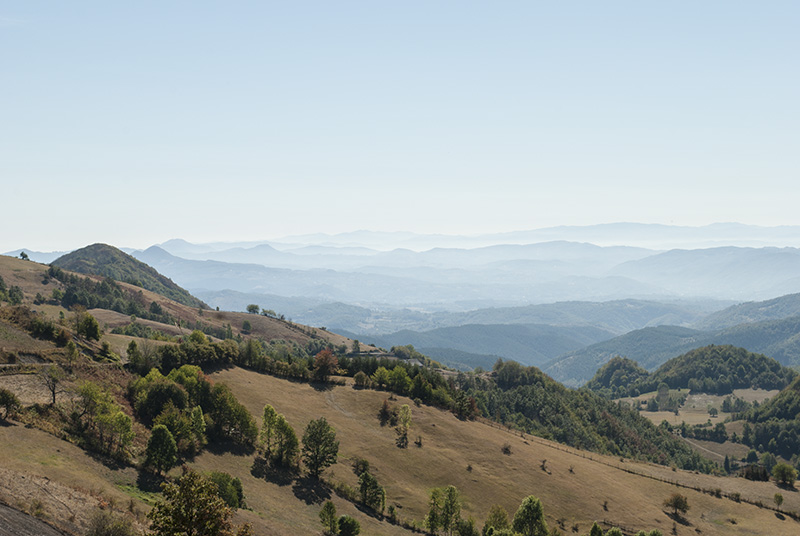
Blick auf die Feldweide Ravni kraj in Donji Taor

Taor ist ein breites Dorf, es beginnt am östlichen Abhang der flachen Hügellandschaft Ravno Makovište, es überquert den Skrapež, erstreckt sich über die Quelllandschaft des Flüsschens Zabava und  der Valjevska Reka, erklimmt die hohen Povlen-Felder: Mravinjice, Šeovo, Ravni kraj und Kneževo Polje und endet am Hang Povlenska Kosa, einem Hang des Srednji Povlen alles auf dem Gebiet der Opština Valjevo. Im Dorf gibt es auch viele Buchenwälder.
Das Dorfgebiet dieses hohen Bergdorfes ist sehr hügelig und felsig, mit wenigen fruchtbaren Feldern. Auch wenn es wenige fruchtbare Felder in Taor gibt, sind diese sehr ertragreich. Diese Felder konzentrieren sich um die Ruinen der Burg Taor und um das Feld Mravinjice.
Der Ort liegt auf dem Weg Valjevo-Kosjerić. Taor ist rund 40 km südwestlich von Valjevo und rund 16 km nordwestlich von Kosjerić gelegen.

### Weiler von Taor
Taor besteht aus folgenden Weilern: Drpovina, Taorska Jelja, Donji Kuzmani, Gornji Kuzmani, Gačovići, Grahovići und Liješće. Diese Weiler bilden zusammen die zwei Dorfteile Gornji Taor und Donji Taor.

## Geschichte
Taor teilt sich in ein altes (Gornji Taor) Besiedlungsgebiet und ein neues Besiedlungsgebiet (Donji Taor) auf. Die alten Besiedlungsgebiete liegen unterhalb des Berges Anatem, auf den steinernen Hängen der Kamenita Kosa, unterhalb des Crveni Brijeg, um die Ruinen der Burg Taor und unterhalb des Hangs Gačova Stijena. Auch um das Gebiet der bekannten Quellen und Wasserfälle der Taorska vrela (ein Naturdenkmal Serbiens) finden sich auch alte Besiedlungsspuren, darunter einige alte Wassermühlen. Diese Quellläufe münden hier in den Fluss Skrapež.
Die älteren Besiedlungsgebiete sind auf Kalkstein errichtet, eher klein und engbeisammen. Die ersten Bewohner des Dorfes, über die wenig bekannt ist, scheinen vor der Ankunft der heutigen Bewohner, entweder das Dorf verlassen zu haben oder sind ausgestorben. Die heutigen Familien (Drpa, Veselinović, Jovanović, Milivojević, Kuzman, Grahović, Milovanović, Jevtović, Gačović, Trifunović, Pepić, Žerić, Zekić, Kleković, Đurić, Radosavljević und Šušović) stammen größtenteils aus dem Gebiet von Montenegro (Banjani, Piva, Grahovo und Nikšić) und besiedelten das Gebiet im frühen 18. Jahrhundert.
Die neueren Besiedlungsgebiete sind eher um die Felder Šeovo, Mravinjice und um das Quellgebiet der Zabava gelegen. Das Gebiet auf dem Feld  Mravinjice wurde ab 1884 stärker besiedelt. Bis 1959 waren diese zwei Dorfteile, zwei eigenständige Dörfer, die dann als gemeinsames Dorf Taor vereint wurden.
Die Ruinen der Burg Taor stehen auf dem gleichnamigen Felshügel Taorska Stena aus Kalkstein oberhalb des Skrapež auf dem Weg zum Hang Gačova Stijena. Auf der Nordseite des Hangs Kamenita Kosa stehen die Überreste einer alten Kirchenruine und weiterer Gebäude.

## Bevölkerung
Taor hatte bei der Volkszählung 2011 303 Einwohner, während es 2002 378 Einwohner waren. Nach den letzten drei Bevölkerungsstatistiken fällt die Einwohnerzahl weiter. Die Bevölkerung setzt sich aus Serbisch-orthodoxen Serben zusammen.

### Demographie

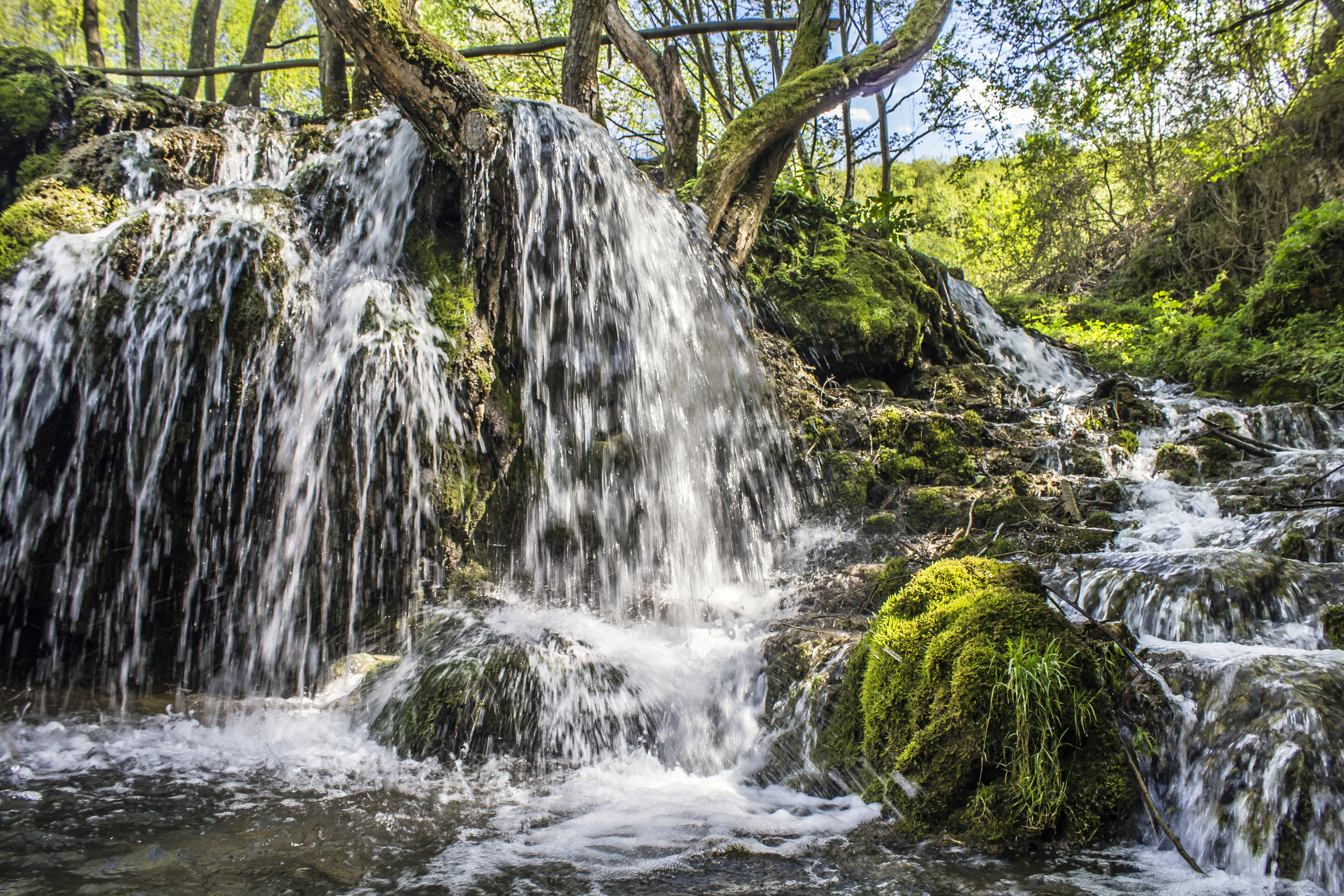
Wasserfälle der Taorska vrela

| Jahr | Einwohnerzahl |
| ---- | ------------- |
| 1948 | 693           |
| 1953 | 723           |
| 1961 | 663           |
| 1971 | 574           |
| 1981 | 493           |
| 1991 | 424           |
| 2002 | 378           |
| 2011 | 303           |

## Infrastruktur
Im Ort gibt es eine vierjährige Grundschule. Taor bietet Potenzial für Dorftourismus, dieser ist jedoch kaum vorhanden. Zur Zeiten Jugoslawiens waren die Taorska vrela ein beliebtes Besucherziel. In den umliegenden Wäldern und Weiden sind viele Heilkräuter (u. a. Bärlauch) und Pilze zu finden.
Die Dorfbevölkerung lebt von der Landwirtschaft und Viehzucht. Es werden vor allem Himbeeren, Pflaumen, Äpfel und Kartoffeln angebaut. Als Nutztiere dominieren Kühe und Schafe.

## Belege
- Artikel über das Dorf auf der Seite poreklo.rs, (serbisch)
- Knjiga 9, Stanovništvo, uporedni pregled broja stanovnika 1948, 1953, 1961, 1971, 1981, 1991, 2002, podaci po naseljima, Republički zavod za statistiku, Beograd, maj 2004, ISBN 86-84433-14-9
- Knjiga 1, Stanovništvo, nacionalna ili etnička pripadnost, podaci po naseljima, Republički zavod za statistiku, Beograd, Februar 2003, ISBN 86-84433-00-9
- Knjiga 2, Stanovništvo, pol i starost, podaci po naseljima, Republički zavod za statistiku, Beograd, Februar 2003, ISBN 86-84433-01-7